# Friedrich zu Eulenburg

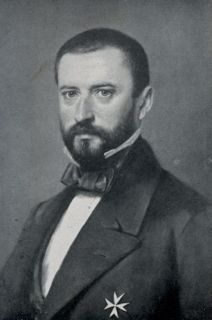
Friedrich Albrecht Graf zu Eulenburg (1815–1881)

Friedrich Albrecht Graf zu Eulenburg (* 29. Juni 1815 in Königsberg; † 2. Juni 1881 in Schöneberg bei Berlin) war ein preußischer Staatsmann.

## Leben

### Herkunft
Seine Eltern waren Friedrich Leopold Graf zu Eulenburg (1787–1845) aus Prassen (Ostpreußen) und dessen Ehefrau Amalie von Kleist (1792–1830) aus Perkuiken, Tochter des Landschaftsdirektors Christoph von Kleist.

### Kindheit und Ausbildung (1815–1843)
Friedrich zu Eulenburg entstammt dem Adelsgeschlecht zu Eulenburg und verbrachte seine Kindheit auf dem elterlichen Gut Perkuiken, sowie dem sog. Eulenburg-Haus, der Königsstrasse 56 in Königsberg (heute Ul. Frunze 13, Kaliningrad, Russland). Während der Schulzeit auf dem Königsberger Gymnasium Fridericianum erhielt er eine zusätzliche Ausbildung durch Eduard von Simson, dem späteren Reichstagspräsidenten. Dieser bezeichnete Friedrich Albrecht später als „begabtesten Menschen, der ihm je begegnet sei“. Fritz Albrecht verließ die Schule als bester Schüler und studierte in Königsberg und Berlin, Latein wie seine Muttersprache beherrschend.
Zu Eulenburg hatte, damals 24 Jahre alt, eine Beziehung mit der minderjährigen Bertha von Bismarck. Daraus ging der spätere Fotograf, u. a. Teilnehmer der Preußische Ostasienexpedition 1859/62, Dolmetscher und ab 1874 Konsul des Deutschen Reiches in Tientsin Carl Heinrich Bismarck (1839–1879) hervor.

### Beginn der beruflichen Laufbahn (1844–1859)
Eulenburg arbeitete nach Abschluss der Rechts- und Staatswissenschaften zunächst als „Auskultator“ in Königsberg und Frankfurt an der Oder, anschließend als Referendar in Koblenz, Münster und Köln.
Es folgte die Arbeit als Regierungsbeamter in Oppeln. 1844 trat er in das Ministerium des Inneren ein und wurde 1845 an das Regierungskollegium zu Merseburg versetzt. Sein für 1848 bewilligter, einjähriger Urlaub für eine Fahrt in die nordamerikanischen Freistaaten kam nicht zustande, da er vom Minister Hansmann als Regierungsassessor in das Ministerium des Inneren berufen wurde. Ab 1850 durch den König zum Regierungsrat, später vortragender Rat ernannt, war Eulenburg bis 1852 im Ministerium des Inneren tätig und „zog in dieser Zeit, vielfach als Regierungscommissär im Landtage auftretend, durch den Geist und Schlagfertigkeit die allgemeine Aufmerksamkeit auf sich“. 1852 trat er in den diplomatischen Dienst ein, zunächst als Generalkonsul für Belgien in Antwerpen. 1859 wurde Eulenburg, inzwischen mit der Kammerherrenwürde ausgestattet, als Generalkonsul nach Warschau versetzt, einen Posten, den er aufgrund seiner Berufung als Leiter der ersten preußischen Ostasien-Expedition nicht mehr antrat.

### Leiter und außerordentlicher Minister der Preußischen Ostasien-Expedition, sog. Eulenburg-Mission (1859–1862)
Infolge der verstärkten Aktivitäten im Außenhandel benötigte Preußen eigene Handelsverträge mit hoffnungsvollen Partnern in Südostasien und Ostasien. Im Oktober 1859 stellte man Eulenburg im Range eines außerordentlichen Gesandten und bevollmächtigten Ministers an die Spitze der Preußischen Ostasienexpedition, die Handels-, Freundschafts- und Schifffahrtsverträge mit Japan und China abschließen sollte. Der Vertrag mit Japan kam aufgrund großer Beharrlichkeit und Geschick nach mehr als fünfmonatigen Verhandlungen am 24. Januar 1861, der mit China am 2. September 1861 zustande. Darüber hinaus nutzte Eulenburg die Möglichkeit, Hinterindien (Siam, Burma und Laos) zu inspizieren und einen Bericht über die wirtschaftliche und kulturelle Situation zu verfassen.

### Innenminister und Wegbereiter der preußischen Verwaltungsreform (1862–1878)
Nach seiner Rückkehr lehnte Eulenburg die Übernahme des Handelsministeriums ab, stattdessen wurde Friedrich zu Eulenburg am 8. Dezember 1862 zum Innenminister Preußens ernannt. Bismarck setzte sich zuvor beim König massiv für die Berufung Eulenburgs als Innenminister ein: „deshalb müßte ... die fähigste und schlagfertigste Kraft, die ohne Zweifel bei Graf Eulenburg zu finden ist, auf diese Stelle gebracht werden“. 1864 und 1866 fielen neue Verwaltungsgebiete an Preußen, Eulenburg nutzte dies zu einer umfassenden Verwaltungsreform auch in den alten Provinzen, womit er einer der Wegbereiter für die Entwicklung Preußens zum Rechtsstaat wurde.

### Rücktritt und Tod (1878–1881)
Aufgrund dieser Verwaltungsreform geriet er durch die oppositionelle Haltung der Katholiken im Westen und der liberalen Kräfte im Osten in eine Zwangslage, die Otto von Bismarck durch seine kompromisslose Haltung zusätzlich verschärfte. Nach längeren – wenig fruchtbaren – Verhandlungen trat er schließlich am 30. März 1878 zurück. Nachfolger wurde sein Neffe Botho Wendt Graf zu Eulenburg. Am 2. Juni 1881 starb Friedrich Albrecht Graf zu Eulenburg unverheiratet in Schöneberg bei Berlin und wurde nachfolgend auf dem Gut seines Neffen Philipp zu Eulenburg in Liebenberg beigesetzt.

## Familie
Sein direkter Neffe war der preußische Diplomat, Politiker und Künstler Philipp Fürst zu Eulenburg und Hertefeld, Neffe zweiten Grades, der preußische Innenminister und Ministerpräsident (1892–1894) Botho Graf zu Eulenburg sowie der Königlich Preußische Oberhofmarschall und Hausminister August Graf zu Eulenburg. Der Komponist Botho Sigwart Graf zu Eulenburg war sein Großneffe.